# Kawasaki Ki-45
Le Kawasaki Ki-45, de désignation "chasseur biplace type 2" (陸軍2式複座戦闘機), et nommé "Toryū" (屠龍, "tueur de dragons"), est un avion conçu initialement comme un chasseur bimoteur d’escorte à long rayon d’action pour l'Armée impériale japonaise.
Après une gestation longue et difficile, il s'avéra rapidement inadapté à cette mission et c’est dans son rôle de chasseur de nuit qu’il s’avèrera le plus utile. Ses performances correctes à haute altitude et sa capacité à emporter un armement puissant et efficace en firent un adversaire sérieux des bombardiers jusqu’à l’apparition des chasseurs d’escorte américains P-51 au-dessus du Japon. Employé comme appareil de lutte navale, d’attaque au sol, chasseur de nuit, puis comme appareil suicide contre les B-29, les utilisations de cet avion finalement très réussi furent variées.

## Conception
NOTA : il existe d'importantes confusions sur les moteurs et l'armement selon la presse japonaise ou européenne. Les données de cet article sont issues de la presse japonaise
L’origine du Ki-45 remonte à son prédécesseur de 1937, le Kawasaki Ki-38. Ce projet visait à préparer pour l’armée un appareil bimoteur à long rayon d’action à la manière du Messerschmitt Bf 110. À cette époque, les chasseurs monomoteurs avaient une autonomie ridicule, loin des performances redoutables du Zéro à venir. L’armée n’était pas très sure de ses desiderata car les performances et capacités requises étaient floues.
De cette demande naquit un appareil bimoteur équipé de deux moteurs V12 en nacelles, le Ki-38 ainsi que ses concurrents de Nakajima et Mitsubishi, respectivement les Ki-37 et Ki-39. Ces projets rapidement abandonnés, Kawasaki se retrouva seul dans la course et développa son Ki-38 à partir de décembre 1937 pour en faire le Ki-45. Il s’agissait alors de créer un appareil de chasse bimoteur, avec deux membres d’équipage capable d’atteindre la vitesse de 540 km/h à 3 500 m. L’autonomie devait être de 4h et 40 minutes à 350 km/h plus 30 minutes à la puissance de combat. Les moteurs devaient être des 9 cylindres Ha-20b de Nakajima (version japonaise du Bristol Mercury).
Le prototype sortit d’usine en janvier 1939 équipé de Ha-20b tarés à 820ch et armé de deux mitrailleuses de 7,7 mm de nez, d’un canon de 20 mm dans le tunnel ventral en d’une mitrailleuse de 7,7 mm actionnée par l’observateur à l’arrière de l’avion. La construction était classique : fuselage avec une seule dérive, ailes basses et moteurs en nacelles.
En revanche, les prototypes accusaient des tares importantes : trop de traînée, problèmes de train à commande mécanique… Les moteurs ne fonctionnaient pas bien et la vitesse maximum était de seulement 480 km/h.
L'existence du Ki-45 faillit bien s’arrêter là mais en avril 1940, l’Armée demanda à Kawasaki d’équiper des prototypes avec le moteur Nakajima Ha-25, un 14 cylindres en double étoile du Ki-43 (et du Zéro de la Marine). Les moteurs avaient un maître-couple inférieur et une puissance supérieure (1 050 ch au lieu de 820), la vitesse bondit de 480 à 520 km/h. Les ingénieurs en profitèrent pour simplifier la production et redessiner fuselage, ailes, nacelles. L’armement était de 2 mitrailleuses de nez de 12,7 mm Ho-103 et un canon de 20 mm Ho-3 Type 98 (un dérivé de canon antichar à tir  rapide). Le mitrailleur arrière utilisait une mitrailleuse Type 89 de 7,7 mm (dérivé de Mauser MG 15). Le prototype vola en mai 1941

### Ki-45 Kai A

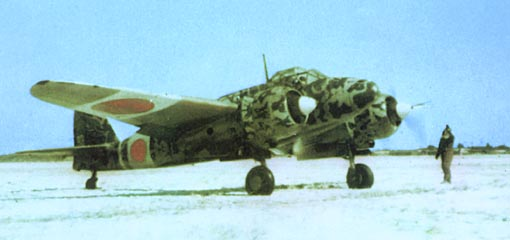
Ki-45 Kai A

Le Ki-45 Kai A (キ45改甲, Ki-45 modifié A) de série reçut finalement des moteurs Mitsubishi Ha-102 de 14 cylindres en double étoile refroidis par air développant 1 080 ch au décollage. Les nacelles moteur furent modifiées car légèrement plus longues et plus étroites. La vitesse maximum atteint 540 km/h. C’était quasiment un nouvel avion que l’armée accepta, d'où l'identification "Ki-45 Kai" (キ45改, Ki-45 modifié) utilisée pour tout les modèles de série.
Le Ki-45 reçut son baptême du feu en octobre 1942 en Indonésie. Les unités combattantes furent plutôt satisfaites car l’avion se comportait bien dans son rôle d’attaque au sol, de lutte navale grâce à son armement important pour l’époque et son blindage des réservoirs.
Sur le terrain, quelques exemplaires reçurent entre le pilote et le mitrailleur deux mitrailleuses Ho-103 de 12,7 mm à tir oblique pour s’attaquer aux B-24 de nuit en Nouvelle-Guinée. Certains de ces modèles « a » furent également modifiés pour recevoir le gros canon de Type 94 de 37 mm ventral. C’était un canon antichar de campagne français et son chargement était manuel. Ces appareils furent utilisés de manière efficace contre les B-29. Le grand as Isamu Kashiide utilisait ce type d’avion.

### Ki-45 Kai B
La version Ki-45 Kai B (キ45改乙, Ki-45 modifié B) correspondait aux Ki-45 Kai A modifiés avec canon de 37 mm Type 94. Cette arme qui était un dérivé d'un canon antichar français, bien que d'une puissance importante avait comme défaut une cadence de tir très faible de l'ordre de 2 coups par minute. Le rechargement était manuel.

### Ki-45 Kai C
La version Ki-45 Kai C (キ45改丙, Ki-45 modifié C), fut spécialement développée pour attaquer les bateaux. L’armement comprenait le canon de 20 mm Ho-3 ventral et un canon de gros calibre Ho-203 de 37 mm dans le nez. Les Ki-45 furent efficaces dans ce rôle. Vers la fin de la production, le nez fut modifié pour englober le canon qui dépassait jusque-là. Ce nouvel avant était plus long et aussi plus plat, ce qui modifiait la physionomie de l'avion très arrondi jusque-là. Certains avions reçurent des pipes d'échappement propulsives.

### Ki-45 Kai D

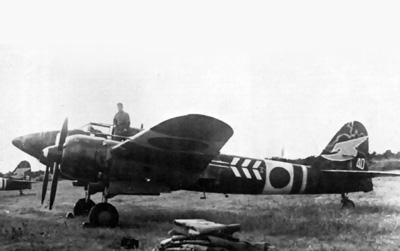
Ki-45 Kai D

Certains Ki-45 Kai A avaient été modifiés sur le terrain pour s’attaquer de nuit aux B-24 grâce à des mitrailleuses à tir oblique. Cette évolution sera standardisée sur la version "D" spécialement construite dans ce but. L'armement était d'un canon semi-automatique de 37 mm Ho-203 dans le nez, du canon Ho-3 de 20 mm dans le tunnel ventral et 2 canons de 20 mm Ho-5 dans le fuselage entre le pilote et l’observateur. La version fut dénommée Ki-45 Kai D (キ45改丁, Ki-45 modifié D). Le Ki-45 Kai D furent activement utilisés contre les B-29 dans la phase finale de la guerre au-dessus du Japon où ils eurent une période de succès avant l'arrivée des chasseurs d'escorte. Bon nombre de ces avions reçurent des pipes d'échappement propulsives. Certains furent désarmés et allégés pour améliorer les performances et attaquer les B-29 en cherchant délibérément la collision.

### Projets
Une version spécialement prévue pour la guerre navale basée sur le Kai C fut testée avec un canon antichar de 75 mm.
Une version Ki-45-II était prévue. Elle devait utiliser les moteurs Mitsubishi Ha-112-II de 1 500 ch. Mais les modifications étaient tellement importantes que l’avion fut baptisé Ki-96 et ne fut jamais produit en série. Le Ki-96, cependant, donna naissance au Ki-102. Le Ki-108 qui en découlait ne verra jamais le jour en unité. Une descendance prolifique pour le Ki-45.

## Dans les musées
Il ne reste qu'un seul exemplaire connu du Ki-45, c'est un Ki-45 Kai D dont le fuselage est préservé à Washington au NASM sur l'aéroport de Dulles. On distingue clairement les canons à tir oblique sur le toit et le gros canon dans le nez. 

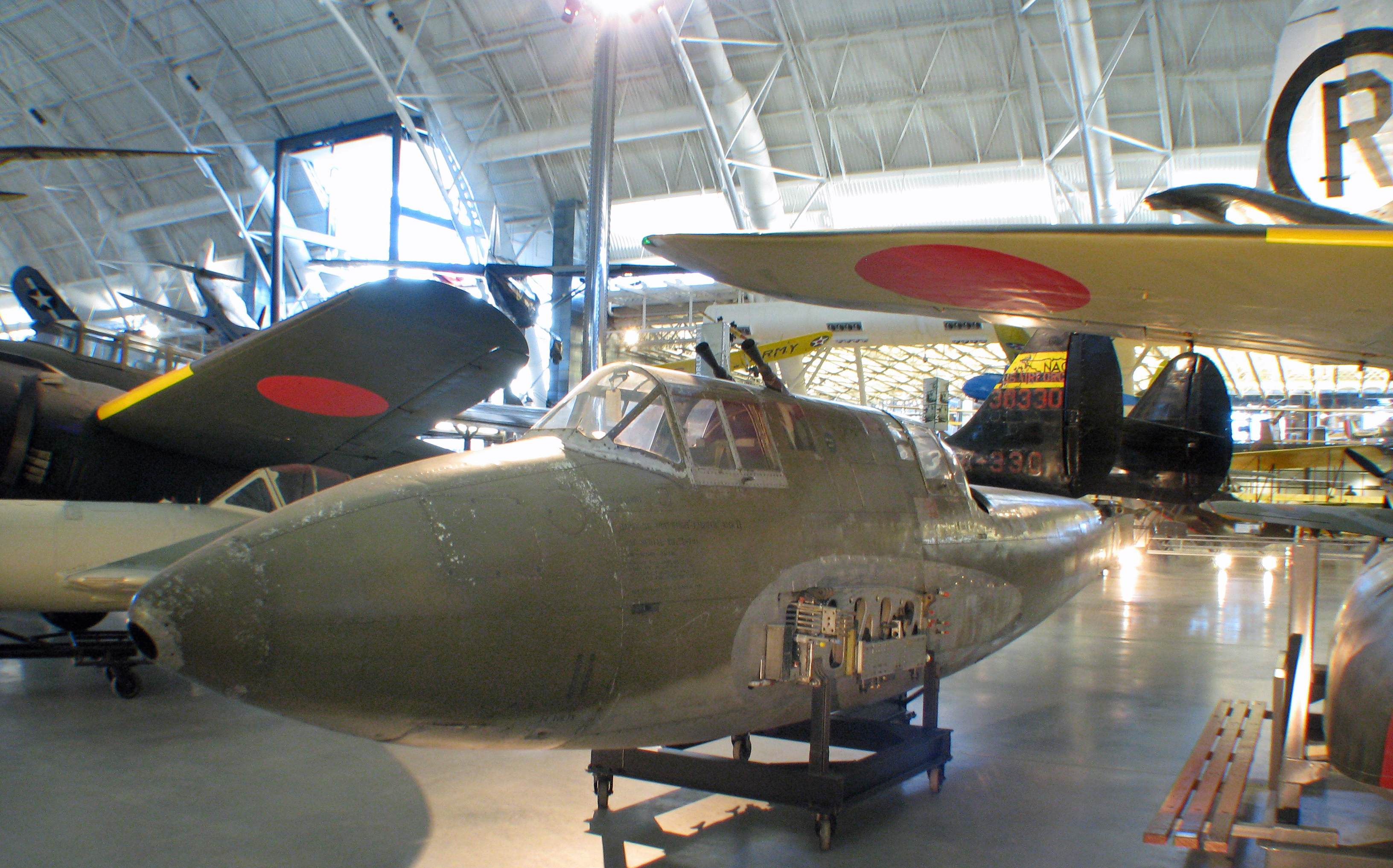
Ki-45 Kai C

## Variantes
- Ki-45 : prototypes très différents de la série, moteurs Nakajima Ha-20b 9 cylindres
- Ki-45 : prototypes à moteur Nakajima Ha-25, 14 cylindres de 1 050 ch
- Ki-45 Kai A : moteurs Mitsubishi Ha-102, 14 cylindres de 1 080 ch, 2 mitrailleuses Ho-103 de 12,7 mm dans le nez et 1 canon Ho-3 de 20 mm ventral plus la mitrailleuse arrière type 89 de 7,7 mm
- Ki-45 Kai A : version modifiée avec un canon Type 94 de 37 mm ventral
- Ki-45 Kai A : version modifiée avec 2 mitrailleuses lourdes Ho-103 tirant obliquement vers le haut façon Schräge Musik
- Ki-45 Kai B : version Kai A avec le canon Type 94 de 37 mm ventral
- Ki-45 Kai C : version de lutte navale, canon de nez Ho-203 de 37 mm, toujours le Ho-3 de 20 mm ventral
- Ki-45 Kai C : 2e série avec nez rallongé et aplati caréné autour du canon Ho-203
- Ki-45 Kai D : identique à la 2e série 'c', 2 canons Ho-5 de toit
- Ki-45 Kai D : certains avions équipés de pipes d'échappement propulsives
- Ki-45 Kai D : certains avions allégés et désarmés utilisés pour percuter les B-29
- Ki-45-II : projets à moteurs Mitsubishi Ha-112-II de 1 500 ch, deviendra le Ki-96 puis le Ki-102